# ロブ・ホールディング
ロバート・サミュエル・”ロブ”・ホールディング（Robert Samuel "Rob" Holding 、1995年9月20日 - ）は、イングランド・グレーター・マンチェスター・テームサイド出身のプロサッカー選手。コロラド・ラピッズ所属。ポジションは、ディフェンダー。

## クラブ経歴

### ボルトン
7歳の時にボルトン・ワンダラーズFCの下部組織でプレーを始めた。2015年3月、フットボールリーグ2のベリーFCにレンタル移籍。4月3日のケンブリッジ・ユナイテッドFC戦でプロデビュー。
ボルトン復帰後、8月11日のフットボールリーグカップ・バートン・アルビオンFC戦でトップチームデビュー。2016年1月23日のミルトン・キーンズ・ドンズFC戦でプロ初ゴール。2015-16シーズン終了後、クラブの最優秀若手選手に選ばれた。しかしチームはフットボールリーグ・チャンピオンシップを最下位で終え、23年ぶりとなる3部リーグ降格が決定した。

### アーセナル
2016年7月22日、アーセナルFCに移籍。ペア・メルテザッカーとガブリエウ・パウリスタの負傷に伴い、2016–17シーズン開幕戦のリヴァプールFC戦に出場した。
2018-19シーズンはウナイ・エメリ監督が就任し3バックを使用したことで、負傷中のローラン・コシールニーに代わって出場機会を得て、アーセナルの次世代のDFリーダーと呼ばれた。しかし12月5日のマンチェスター・ユナイテッドFC戦で前十字靭帯を断裂し離脱した。
2021年1月12日、アーセナルは、2024年までの契約延長とさらに1年の延長オプション付きで新契約を締結したことを発表した。
2021-22シーズンはブライトン・アンド・ホーヴ・アルビオンFCから加入したベン・ホワイトに先発を奪われ、出場機会を失っている。2022年5月1日、プレミアリーグのウェストハム戦においてブカヨ・サカのコーナーキックをヘディングで押し込み加入6年目にして初のプレミアリーグ得点を決めた。同年5月13日、プレミアリーグのトッテナム戦においてソン・フンミンに立て続けにファールをし、26分に同選手への3回目のファールでイエローカードを提示される。さらに、33分に裏に抜けようとしたソン・フンミンをブロックする形で衝突すると顔に肘が入るような形になってしまい2枚目のイエローカードを提示されて退場処分となった。CL圏争い直接のライバルとの勝てばCL圏確定という大事なノース・ロンドン・ダービーでかなり早い段階に退場し敗戦の一因となってしまう重大な失態となった。

### クリスタル・パレス
2023年9月1日、クリスタル・パレスFCへ3年契約で移籍することが公式発表された。しかし怪我などもあってこの年の出場はカップ戦1試合に留まった。2024-25シーズンは監督であるオリヴァー・グラスナーと衝突し構想外となった。

#### シェフィールド・ユナイテッド
2025年2月3日、シェフィールド・ユナイテッドFCへ期限付き移籍することが発表された。

## 代表経歴
2016年5月15日、負傷離脱したブレンダン・ギャロウェイに代わり、トゥーロン国際大会に参加するU21イングランド代表に招集された。ホールディングは2試合に出場した。

## 個人成績
| クラブ     | シーズン | リーグ             | リーグ戦 | リーグ戦 | カップ戦 | カップ戦 | リーグ杯 | リーグ杯 | 国際大会 | 国際大会 | その他 | その他 | 合計 | 合計 |
| クラブ     | シーズン | リーグ             | 出場     | 得点     | 出場     | 得点     | 出場     | 得点     | 出場     | 得点     | 出場   | 得点   | 出場 | 得点 |
| ---------- | -------- | ------------------ | -------- | -------- | -------- | -------- | -------- | -------- | -------- | -------- | ------ | ------ | ---- | ---- |
| ボルトン   | 2014-15  | チャンピオンシップ | 0        | 0        | 0        | 0        | 0        | 0        | -        | -        | 0      | 0      | 0    | 0    |
| ボルトン   | 通算     | 通算               | 0        | 0        | 0        | 0        | 0        | 0        | -        | -        | 0      | 0      | 0    | 0    |
| ベリー     | 2014-15  | リーグ2            | 1        | 0        | -        | -        | -        | -        | -        | -        | 0      | 0      | 1    | 0    |
| ベリー     | 通算     | 通算               | 1        | 0        | -        | -        | -        | -        | -        | -        | 0      | 0      | 1    | 0    |
| ボルトン   | 2015-16  | チャンピオンシップ | 26       | 1        | 3        | 0        | 1        | 0        | -        | -        | 0      | 0      | 30   | 1    |
| ボルトン   | 通算     | 通算               | 26       | 1        | 3        | 0        | 1        | 0        | -        | -        | 0      | 0      | 30   | 1    |
| アーセナル | 2016-17  | プレミアリーグ     | 9        | 0        | 5        | 0        | 3        | 0        | 1        | 0        | 0      | 0      | 18   | 0    |
| アーセナル | 2017-18  | プレミアリーグ     | 12       | 0        | 1        | 0        | 4        | 0        | 8        | 1        | 1      | 0      | 26   | 1    |
| アーセナル | 2018-19  | プレミアリーグ     | 10       | 0        | 0        | 0        | 1        | 0        | 5        | 0        | 0      | 0      | 16   | 0    |
| アーセナル | 2019-20  | プレミアリーグ     | 8        | 0        | 5        | 0        | 2        | 1        | 3        | 0        | 0      | 0      | 18   | 1    |
| アーセナル | 2020-21  | プレミアリーグ     | 30       | 0        | 1        | 0        | 2        | 0        | 5        | 0        | 1      | 0      | 39   | 0    |
| アーセナル | 2021-22  | プレミアリーグ     |          |          |          |          |          |          |          |          |        |        |      |      |
| アーセナル | 2022-23  | プレミアリーグ     | 14       | 1        | 1        | 0        | 1        | 0        | 7        | 1        |        |        | 23   | 2    |
| アーセナル | 通算     | 通算               | 69       | 0        | 12       | 0        | 12       | 1        | 22       | 1        | 2      | 0      | 117  | 2    |
| 総通算     | 総通算   | 総通算             | 96       | 1        | 15       | 0        | 13       | 1        | 22       | 1        | 2      | 0      | 148  | 3    |

## タイトル

### クラブ
アーセナル
- FAカップ：2回（2016-17, 2019-20）
- FAコミュニティ・シールド：3回（2017, 2020, 2023）

### 代表
- トゥーロン国際大会: 2016

## 代表歴

### 出場大会
- U-20イングランド代表
  - 2016年 - トゥーロン国際大会（優勝）
- U-21イングランド代表
  - 2017年 - UEFA U-21欧州選手権（ベスト4）